# Памятник бойцам Первой конной армии (Олеско)
Памятник бойцам Первой конной армии — памятник первоконникам армии Будённого.
Был установлен над автострадой Львов-Киев возле села Хватов недалеко от посёлка Олеско, Львовской области, в 23 км от районного центра города Буска и в 70 км от города Львова.
Монументальный памятник был открыт 21 декабря 1975 года в ознаменование 55-летия Первой конной армии, сыгравшей важную роль в победе Рабоче-крестьянской Красной Армии в Гражданской войне.
Авторы — скульптор профессор и ректор Львовского института декоративно-прикладного искусства и Киевского художественного института В. Н. Борисенко и архитектор А. Д. Консулов — за памятник бойцам Первой конной армии в 1978 году стали Лауреатами Государственной премии УССР им. Т. Г. Шевченко.
Конструктор Г. П. Шевчук.
Демонтирован в мае 2017 г. в рамках декоммунизации.

## История
В связи с началом советско-польской войны (1920—1921) и наступлением белопольских войск Первая конная армии была переброшена с Северного Кавказа на Правобережную Украину. Совершив 53-суточный марш в конном строю (3 апреля — 25 мая), армия к 25 мая 1920 года сосредоточилась в районе Умани и стала ударной силой Юго-Западного фронта. 5 июня 1920 года в ходе Киевской операции она прорвала оборону противника, вошла в глубокий тыл его киевской группировки, 7 июня освободила Житомир и Бердичев, углубившись в тылы белопольских войск на 120—140 км. Развивая наступление, форсировала реки Случь, Горынь, Стырь, Западный Буг, овладела городами Новоград-Волынский, Острог, Радзивиллов, Ровно, Дубно и Броды. Будённовцы нанесли поражение польским войскам и вышли на подступы к Люблину и Львову, но не смогли овладеть Львовом и в августе 1920 были вынуждены отступить.

## Композиция
Памятник представляет ориентированных на запад словно летящих над дорогой двух бойцов-будённовцев во время боя, один из которых трубач, зовущий в атаку. Всадники изображены на рвущихся скакунах. Экспрессивные фигуры изображены в динамике, рвущимися к взлёту. Их чёткие силуэты видны издалека.
Местом установки памятника стал ухоженный высокий холм близ посёлка Олеско. Подножие холма опоясывает автомагистраль Львов — Киев — Москва. Здесь в братской могиле захоронены останки бойцов Первой Конной армии, погибших в бою с белополяками в этой местности летом 1920 года.
Размеры композиции: по длине протянулась на 27 метров, но воспринимается лёгкой и упругой. Ранее памятник имел ночную подсветку и по праву считался одним из лучших монументов в СССР, посвящённых событиям гражданской войны.

## Состояние памятника

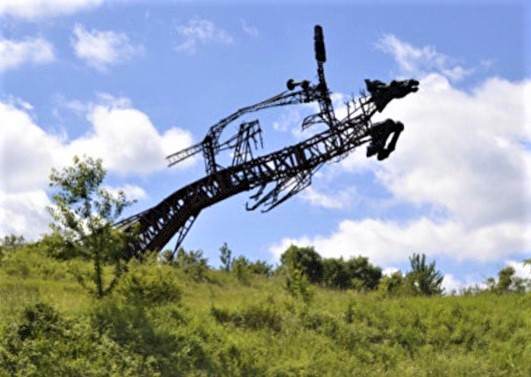
Состояние памятника на 04.04.2017

В настоящее время памятник на высоком склоне разрушается. Содрана значительная часть оболочки. Уничтожены многие части скульптурного сооружения. Постамент разграблен вандалами, фермы конструкции обнажены, подсветка уничтожена, а общее состояние — запущенное.
Местные власти Львовской области неоднократно осуществляли попытки снести памятник. В апреле 2016 года неустановленные вандалы ободрали медную чеканку с доступных частей монумента. Сейчас на сегодняшний день сохранилась верхняя часть трубача и отдельные фрагменты коней.
В апреле 2017 года Кутивский поселковый совет принял памятник на свой баланс. Его решили демонтировать. Процесс продлится около 2-х месяцев.
Памятники бойцам Первой конной армии были установлены также в городах Ростов-на-Дону, Пролетарск, Каховка, Сальск,
у дороги «Усмань-Веселый-Сальск», возле хутора Казачий (Весёловский район (Ростовская область)) и др.